# 11 Wrocławski Oddział WOP
Wrocławski Oddział WOP nr 11 – zlikwidowany oddział w strukturze organizacyjnej Wojsk Ochrony Pogranicza pełniący służbę na granicy polsko-czechosłowackiej.

## Formowanie i zmiany organizacyjne
Wrocławski Oddział WOP nr 11 JW 2231 (Zarządzenie SzSG Nr  053/Org. 30 marca 1946) został sformowany w 1946 na bazie 11 Oddziału Ochrony Pogranicza, na podstawie rozkazu NDWP nr 0153/org. z 21 września 1946.  Oddział posiadał pięć komend, 25 strażnic, stan etatowy wynosił 1900 żołnierzy i 14 pracowników cywilnych. Sztab oddziału stacjonował w Kłodzku. W 1947 rozformowano grupę manewrową oddziału, a w jej miejsce powołano szkołę podoficerską o etacie 34 oficerów i podoficerów oraz 140 elewów.
Rozformowany w 1948. Na jego bazie powstała 23 Brygada Ochrony Pogranicza.

## Skład organizacyjny
W 1946:
- Dowództwo sztab i pododdziały dowodzenia
- Grupa manewrowa, a od 1947 szkoła podoficerska
- 49 komenda odcinka – Paczków
- 50 komenda odcinka – Stronie Śląskie
- 51 komenda odcinka – Bystrzyca Kłodzka
- 52 komenda odcinka – Duszniki-Zdrój
- 53 komenda odcinka – Wałbrzych.

We wrześniu 1946 stan etatowy oddziału przewidywał: 5 komend, 25 strażnic, 1900 wojskowych i 14 pracowników cywilnych. Po reorganizacji w 1947 było to: 5 komend odcinków, 25 strażnic, 1798 wojskowych i 13 pracowników cywilnych.

## Sztandar oddziału
W uroczystości wręczenia sztandaru wzięli udział m.in.: premier Rządu Jedności Narodowej Edward Osóbka-Morawski, minister obrony narodowej marszałek Polski Michał Rola-Żymierski, szef Departamentu WOP gen. bryg. Gwidon Czerwiński i dowódca Okręgu Wojskowego IV gen. Stanisław Popławski.
W drzewcu sztandaru znajdują się 44 gwoździe pamiątkowe z napisami mówiącymi o funkcjach i nazwiskach osób lub określającymi nazwy zakładów pracy, organizacji politycznych i społecznych oraz wymieniające nazwiska chrzestnych sztandaru. Gwoździe przybijali m.in.: płk Franciszek Mróz - zastępca szefa Departamentu WOP, ppłk Mikołaj Grajworoński szef wydziału WOP w Dowództwie Śląskiego OW, ppłk Zygmunt Huszcza - dowódca 27 pułku piechoty i płk Głaskow - przedstawiciel Armii Czerwonej, dowódca 11 Oddziału Ochrony Pogranicza  mjr A. Mickiewicz i jego zastępcą mjr J. Kaczmarski.
Wraz ze zmianą nazwy i numeru jednostki na płacie sztandaru dokonywano poprawek. Słowo "Wrocławski" zamieniono na "Wrocławska" oraz wypruto haft napisu "11 ODDZ.", a wyhaftowano "23 BRYG.". Pozostał nie naruszony dwuwierszowy napis na skrzynce grotu, który brzmi: "WROCŁAWSKI /11 OD. WOP".
Sztandar został przekazany do Muzeum Wojska Polskiego w Warszawie 1 lipca 1963.

## Dowódca oddziału
- mjr Adam Mickiewicz.

## Przekształcenia
11 Oddział Ochrony Pogranicza → 11 Wrocławski Oddział WOP → 23 Brygada Ochrony Pogranicza → 5 Brygada WOP → 5 Sudecka Brygada WOP → Sudecka Brygada WOP → Sudecki Batalion WOP